# Johann Heinrich Lambert

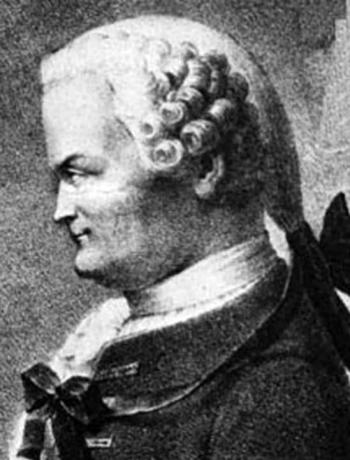
J.H. Lambert

Johann Heinrich Lambert (Mulhouse, 26 augustus 1728 – Berlijn, 25 september 1777) was een Duits-Zwitserse wetenschapper. Hij was behalve wiskundige ook astronoom, natuurkundige en filosoof.
Van oktober 1757 tot juni 1758 verbleef Lambert met twee leerlingen, van wie hij in het Zwitserse Chur de huisleraar was, in Utrecht en maakte vandaar reizen naar Den Haag, waar de uitgever van zijn eerste boek Route de la lumière gevestigd was, Rotterdam, Leiden, voor een bezoek aan Pieter van Musschenbroek, Gouda, Amsterdam en Zeist, naar de Herrnhutter-gemeenschap.

## Wetenschappelijk werk

### Wiskunde

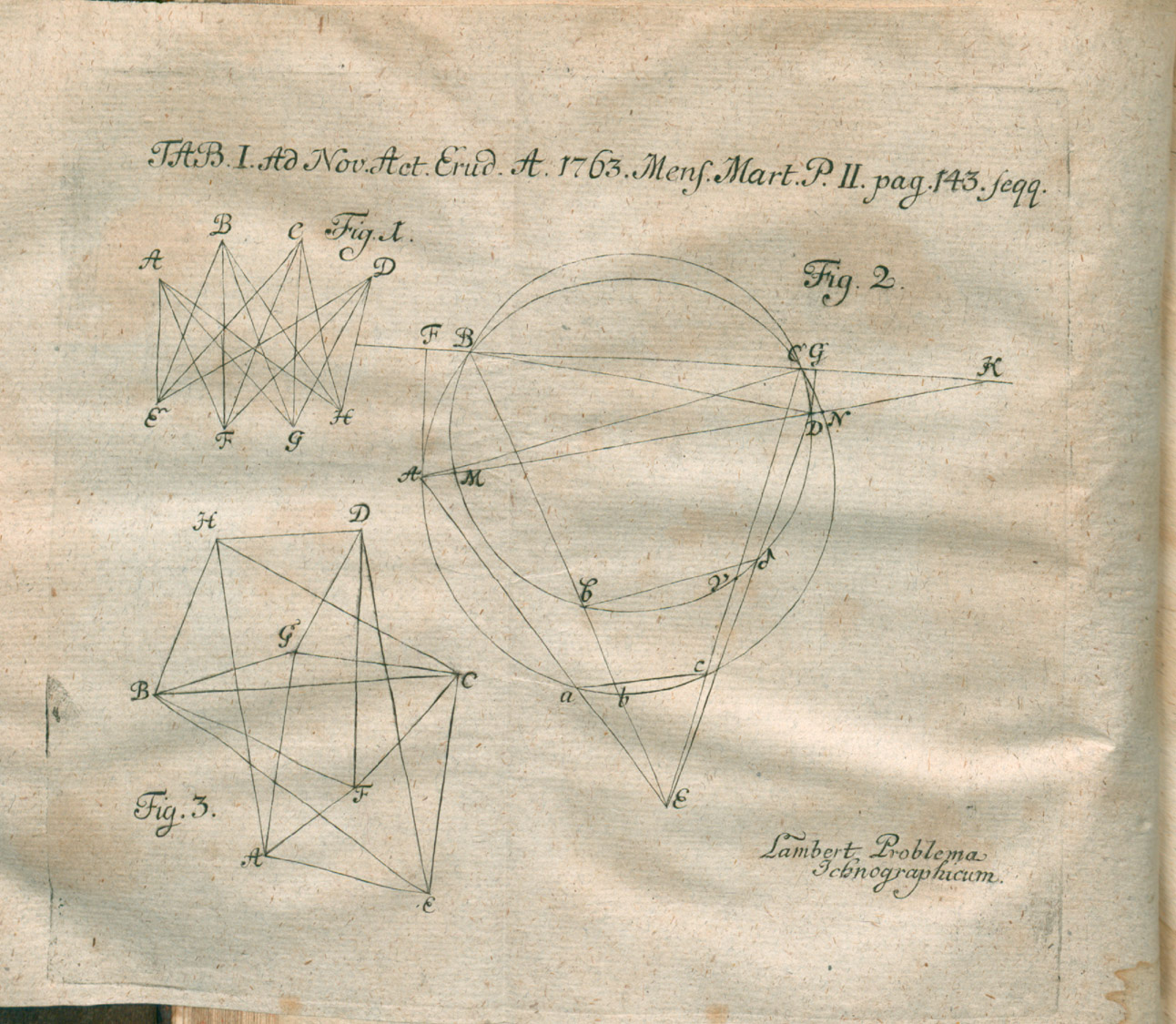
Illustratie uit De ichnographica campi (Acta eruditorum, 1763)

Lambert was de eerste die onomstotelijk bewees dat het getal π (pi) een irrationaal getal was, dat wil zeggen niet als een breuk kan worden geschreven.

### Cartografie
Lambert wordt gezien als de grondlegger van de moderne cartografie met zijn theorie van kaartprojecties. Hij beschreef een aantal projectiemethoden die equivalent of conform zijn – beide tegelijk is niet mogelijk. Ook ontwierp hij de oppervlaktegetrouwe azimutale projectie. 
Een van zijn theorieën was de basis voor vele deelkaarten van de wereld, de lambertprojectie. Er kwam een groot aantal verbeteringen en vele kaarten over de hele wereld zijn gebaseerd op de lambertprojectie.

### Meteorologie
In 1758 verscheen Route de la lumière, een boek over meteorologie. Hij maakte daarin gebruik van symbolen die hij overgenomen had van middeleeuwse astronomen. Dergelijke symbolen werden in de 18e eeuw op grote schaal gebruikt en zijn de voorlopers van de moderne weerkaartsymbolen.

### Natuurkunde
Lambert bouwde de eerste praktisch bruikbare hygrometer. In 1760 verscheen zijn boek over fotometrie, de Photometria. Uitgaande van de veronderstelling dat licht zich rechtlijnig beweegt, toonde Lambert aan dat de belichting van een oppervlak recht evenredig was met de sterkte van de lichtbron en omgekeerd evenredig met het kwadraat van de afstand tussen lichtbron en beschenen oppervlak en de sinus van de hoek tussen de lichtstralen en het oppervlak, de Lamberts cosinuswet. De resultaten werden ondersteund door waarnemingen: de visuele vergelijking van de luminantie en de uitgevoerde berekeningen.
In Photometria formuleerde Lambert ook de wet van lichtabsorptie, de Wet van Lambert-Beer en introduceerde hij het begrip albedo. Lambertreflectie, ook geïntroduceerd in Photometria is naar hem genoemd.
Lambert schreef ook een klassiek geworden boek over lijnperspectief en heeft bijgedragen aan de geometrische optica.